# Atti di Taddeo
Gli Atti di Taddeo sono un apocrifo del Nuovo Testamento relativo all'apostolo Giuda Taddeo, probabilmente scritto in siriaco nel III secolo a Edessa ma pervenutoci in una versione greca del VI-VII secolo. Rappresenta un rifacimento della precedente Dottrina di Addai.
Il testo descrive predicazione e miracoli dell'apostolo a Edessa (Siria) e nei territori limitrofi fino a Berytus (Beirut), dove si sarebbe addormentato morendo di morte naturale.
Dato l'avanzato periodo di composizione e lo stile eccessivamente favolistico, l'apocrifo non può essere considerato un fedele resoconto storico, sebbene non si possa escludere una ripresa di precedenti tradizioni orali.